# باشگاه فوتبال زبرویوفکا برنو
زبرویوفکا برنو (چکی: FC Zbrojovka Brno)، باشگاه حرفه‌ای فوتبال است که در شهر برنو، کشور جمهوری چک قرار دارد. این باشگاه در سال ۱۹۱۳ تحت عنوان اس‌کا ژیدنیتسه فعالیت خود را آغاز کرد. در ادامه نام باشگاه به زبرویوفکا برنو تغییر یافت.

## نام‌های تاریخی
- اس‌کا ژیدنیتسه (۴۷–۱۹۱۳)
- زبرویوفکا ژیدنیتسه برنو (۵۱–۱۹۴۷)
- زبرویوفکا برنو (۵۶–۱۹۵۱)
- اسپارتاک زد ی اش برنو (۶۸–۱۹۵۶)
- زبرویوفکا برنو (۹۲–۱۹۶۸)
- بابی برنو (۲۰۰۰–۱۹۹۲)
- استاوو آرتیکل برنو (۰۲–۲۰۰۰)
- ۱. اف‌سی برنو (۱۰–۲۰۰۲)
- زبرویوفکا برنو (-۲۰۱۰)

در سال ۱۹۶۲، ستاره سرخ برنو (۱۹۶۲–۱۹۵۶) و «اسپارتاک زد ی اش برنو» با هم ادغام شدند.